# علم نفس الاستدلال
يشير مصطلح علم نفس الاستدلال إلى دراسة ما يجول بـ عقل الأشخاص، وفي كثير من الأحيان يتم تعريف هذا المصطلح على نطاق واسع على أنه عملية استخلاص النتائج لمعرفة كيف يحل الناس مشكلاتهم ويتخذون قراراتهم. ويمثل هذا المصطلح ملتقى مجالات علم النفس, والفلسفة, واللغويات, والعلوم الاستعرافية, والذكاء الاصطناعي, والمنطق, ونظرية الاحتمال.

## نظرة عامة
لقد أجريت التجارب النفسية على مدار أكثر من 100 عام حول كيفية استدلال البشر والحيوانات الأخرى. وهناك سؤال يثار دائمًا حول ما إذا كان الأشخاص يمتلكون القدرة على أن يصبحوا عقلانيين أم لا. ولكن ماذا نعني بقولنا عقلانيين? تعالج الأبحاث الحالية المُجراة في هذا المجال مسائل متعددة حول الاستدلال، والعقلانية، والذكاء، والعلاقات بين العاطفة والمنطق، والنمو.

## الاستدلال اليومي
كيف يفكر الناس حيال الجمل الواردة في اللغة المألوفة? لقد تم إجراء معظم التجارب الخاصة بعملية الاستنباط على التفكير الافتراضي، بصورة خاصة، دراسة كيف يستدل الأشخاص في الجمل الشرطيةعلى سبيل المثال, إذا كانت س ، فإن ص . ويقوم المشاركون في التجارب بإجراء استدلال قانون الاستلزام، بالاعتماد على الصيغة الشرطية الدلالية إذا كانت س ، فإن ص , وكذلك بالاعتماد على فرضية س, فإنهم يستنتجون ص. ولكن بالنظر إلى الصيغة الشرطية الدلالية والفرضية البسيطة لاستدلال الرفع المنطقي, ليست (ب), فحوالي نصف المشاركين في التجارب استنتجوا أنها ليست (أ) في حين استنتج بقية المشاركين أن لا شيء يتبع ذلك.
تتأثر مدى السهولة التي يقوم بها الأشخاص بعمل استدلالات شرطية بالمحتوى، كما ثبت في مهمة الانتقاء المعروفة التي قام بوضعها بيتر واسون. يصبح المشاركون أكثر قدرة على اختبار حالة شرطية تشتمل على محتوى محسوس، على سبيل المثال، إذا كان المظروف مختومًا فيلزم ذلك بالضرورة أن يكون مشتملًا على طابع قيمة 50 سنتًا مقارنةً بآخر يشتمل على محتوى رمزي، على سبيل المثال، إذا كان الحرف متحركًا، فإن العدد يكون زوجيًا. يمكن كذلك أن تؤدي المعارف العامة إلى كبت حالة الاستدلال باستخدام قاعدة الاستلزام البسيطة  بالنسبة للمشاركين الذين أُعطوا الحالة الشرطية التالية إذا كانت واجبات ليزا تتضمن كتابة مقال ثم اضطرت إلى الدراسة حتى وقت متأخر من الليل في المكتبة  فيتبين أن الفرضية وجب على ليزا كتابة مقال  اتجهت إلى الاستدلال باستخدام قاعدة الاستلزام «درست حتى وقت متأخر من الليل»، غير أن هذا الاستدلال يتم كبته في حالة ما إذا تواجد كذلك حالة شرطية ثانية إذا ظلت المكتبة مفتوحة فستدرس حتى وقت متأخر في المكتبة. وتعد التفسيرات الخاصة بتأثير الكبت أمرًا مثيرًا للجدل 
بحثت الدراسات الأخرى الخاصة باستدلال القضايا في كيف يفكر الأشخاص حيال البدائل الاستدراكية، على سبيل المثال، س أو ص, وكيف يستدلون على حالة النفي، على سبيل المثال، ليست الحالة متمثلة في س وص. علاوةً على ذلك، أجريت العديد من التجارب لبحث كيف يقوم الأشخاص بإجراء الاستدلالات العلائقية، بما في ذلك المقارنات, س أفضل من ص. كذلك، تناولت مثل هذه الدراسات الاستدلالات المكانية، على سبيل المثال. يتواجد س أمام ص والاستدلالات الزمانية حدث س قبل ص. وتضم المهام الأخرى الشائعة القياسات الحملية, التي تستخدم في دراسة كيف يستدل الأشخاص على المقادير مثل الكل أو البعض, على سبيل المثال بعض الكميات من س لا تساوي ص.

## نظريات الاستدلال
هناك العديد من النظريات البديلة للعمليات المعرفية التي يستند عليها استدلال الإنسان. ذهبت أحد الآراء إلى أن الأشخاص يعتمدون على المنطق العقلي القائم على قواعد استدلال (مجردة أو تركيبية) رسمية مماثلة لتلك التي قام بوضعها علماء المنطق في حساب القضايا. في حين ذهب رأي آخر، إلى أن الأشخاص يعتمدون على قواعد الاستدلال المحددة بنطاق أو تلك القائمة على حسب المحتوى. وذهب رأي ثالث إلى أن الأشخاص يعتمدون على النماذج العقلية, والتي يُقصد بها، التمثيلات العقلية التي تتوافق مع الاحتمالات المتخيَلة. وتعتبر نظرية النموذج العقلي محل اهتمام المواقع الإلكترونية التي تحوي النماذج العقلية أما بالنسبة للرأي الرابع، فيُبنى على قيام الأشخاص بحساب الاحتمالات.
من المسائل النظرية المثيرة للجدل تحديد نموذج للكفاءة المناسبة، أو معيار يمكن من خلاله المقارنة بين الاستدلالات البشرية. في بادئ الأمر، تم اختيار المنطق التقليدي كنموذج لقياس الكفاءة. وكنتيجة ذلك، اختار بعض الباحثون المنطق المطّرد واحتمال النظرية الافتراضية كمعيار. وقد أدت الأبحاث التي أجريت على موضوع النماذج العقلية والاستدلال إلى الاقتراح القائل أن الأشخاص عقلانيون من حيث المبدأ ولكن يخطؤون عندما يتعلق الأمر بالممارسة العملية. إلى جانب ذلك، تم اقتراح النُهج الارتباطية فيما يتعلق بالاستدلال.

## تطور نظرية الاستدلال
كيف يتطور الاستدلال? تصف نظرية التطور المعرفي للعالم جان بيوجيه سلسلة المراحل المتبعة في تطور الاستدلال من مرحلة الطفولة وحتى مرحلة البلوغ. ووفقًا للنظريات الجديدة المنسوبة إلى بيوجيه حول التطور المعرفي, يتبين أن التغيرات الواردة في طريقة الاستدلال في ظل نمو الفرد تطرأ من خلال زيادة قدرة ذاكرة التشغيل وزيادة سرعة المعالجة, والمهام التنفيذية المعززة والتحكم. ويعد الوعي الذاتي كذلك من العوامل الأخرى المهمة.

## الاستدلال والذكاء
كيف يرتبط الاستدلال بـ الذكاء?

## أنواع مختلفة من الاستدلال
من الناحية النفسية، ما هي العلاقات بين أنواع الاستدلالات التالية الاستقراء,الاستنباط, الانتزاع, والتمثيل?

## البراغماتية والاستدلال
- كيف ترتبط العوامل المتنوعة ذات الصلة أمثال التداوليات اللغوية والمشاعر بالاستدلالات التي يستنتجها الأشخاص?[22][23]

## علم أعصاب الاستدلال
- ما هي الشبكة العصبية التي ترتبط بالاستدلال، والتي يتم دراستها غالبًا باستخدام الاحتمالات المرتبطة بالأحداث والتصوير بالرنين المغناطيسي الوظيفي?[24]

- London Reasoning Workshop
- Logic in the Humanities, Social and Computational sciences (LogICCC)

1. ↑  Leighton, J. P. (2004). Defining and describing reason, in The Nature of Reasoning (eds Leighton, J. P. and Sternberg, R. J.) Cambridge University Press
2. 1 2 3  Evans, J.St.B.T., Newstead, S. and Byrne, R.M.J. (1993). Human Reasoning: The Psychology of Deduction. Hove, UK, Psychology Press
3. ↑  Byrne, R.M.J. (1989). Suppressing valid inferences with conditionals. Cognition, 31,61-83
4. ↑  Bonnefon, J-F. & Hilton, D. (2002). The suppression of modus ponens as a case of pragmatic preconditional reasoning. Thinking and Reasoning, 8, 21-40.
5. ↑  Byrne, R.M.J., Espino, O. & Santamaria, C. (1999). Counterexamples and the suppression of inferences." Journal of Memory & Language", 40, 347-373.
6. 1 2  Johnson-Laird, P.N. and Byrne, R.M.J. (1991). Deduction. Hillsdale: Erlbaum
7. ↑  Johnson-Laird, P.N. (2006). How we reason. Oxford: Oxford University Press
8. ↑  Byrne, R.M.J. and Johnson-Laird, P.N. (2009).'If' and the problems of conditional reasoning. Trends in Cognitive Sciences, 13, 282-287
9. ↑  O’Brien, D. (2009). Human reasoning requires a mental logic. Behav. Brain Sci. 32, 96–97
10. ↑  Cosmides, L. et al. (2005) Detecting cheaters. Trends in Cognitive Sciences. 9,505–506
11. ↑  Johnson-Laird, P.N. and Byrne, R.M.J. (2002) Conditionals: a theory of meaning, inference, and pragmatics. Psychol. Rev. 109, 646–678
12. ↑  Oaksford, M. and Chater, N. (2007) Bayesian Rationality. Oxford University Press
13. ↑  See, e.g., Wason, P. C. (1966). "Reasoning", in Foss, B. M.: New horizons in psychology. Harmondsworth: Penguin.
14. ↑  Da Silva Neves, R., Bonnefon, J. F., & Raufaste, É. (2002). An empirical test for patterns of nonmonotonic inference. Annals of Mathematics and Artificial Intelligence, 34, 107-130
15. ↑  Stenning, K. & van Lambalgen, M. (2005). Semantic Interpretation as Computation in Nonmonotonic Logic: The Real Meaning of the Suppression Task. Cognitive Science, 29, 919-960
16. ↑  See, e.g., Oaksford, M. & Chater, N. (2001) The probabilistic approach to human reasoning. Trends in Cognitive Sciences, 5, 349-357
17. ↑  Johnson-Laird, P.N. (2006). "How We Reason". Oxford, UK: Oxford University Press
18. ↑  Sun, R. (1994). Integrating Rules and Connectionism for Robust Commonsense Reasoning. John Wiley and Sons, New York.
19. ↑  Demetriou, A. (1998). Cognitive development. In A. Demetriou, W. Doise, K. F. M. van Lieshout (Eds.), Life-span developmental psychology (pp. 179-269). London: Wiley.
20. ↑  Demetriou, A., Mouyi, A., & Spanoudis, G. (2010). The development of mental processing. Nesselroade, J. R. (2010). Methods in the study of life-span human development: Issues and answers. In W. F. Overton (Ed.), Biology, cognition and methods across the life-span. Volume 1 of the Handbook of life-span development (pp. 36-55), Editor-in-chief: R. M. Lerner. Hoboken, NJ: Wiley.
21. ↑  See, e.g., Stanovich, K. E. & West, R. F. (2000). Individual differences in reasoning: Implications for the rationality debate? Behavioral & Brain Sciences, 23, 645-726
22. ↑  See, e.g., Noveck, I. A. (2004) Pragmatic Inferences Related to Logical Terms. In Noveck, I. A. & Sperber, D. (ed.), Experimental Pragmatics, Palgrave Macmillan
23. ↑  Blanchette, I. & Richards, A. (2004). Reasoning about emotional and neutral materials. Is logic affected by emotion? Psychological Science, 15, 745-75
24. ↑  See, e.g., Goel, V. (2005). Cognitive Neuroscience of Deductive Reasoning. In Holyoak, K. J. & Morrison, R. G. (ed.). The Cambridge Handbook of Thinking and Reasoning, Cambridge University Press